# بیمارستان آدک
بیمارستان آدک (به انگلیسی: ADK Hospital) بیمارستانی همگانی در شهر ماله مالدیو است که در ۱۹۸۷ میلادی ساخته شد و دارای ۵۰ تخت است.